# Vogtländischer Kreis

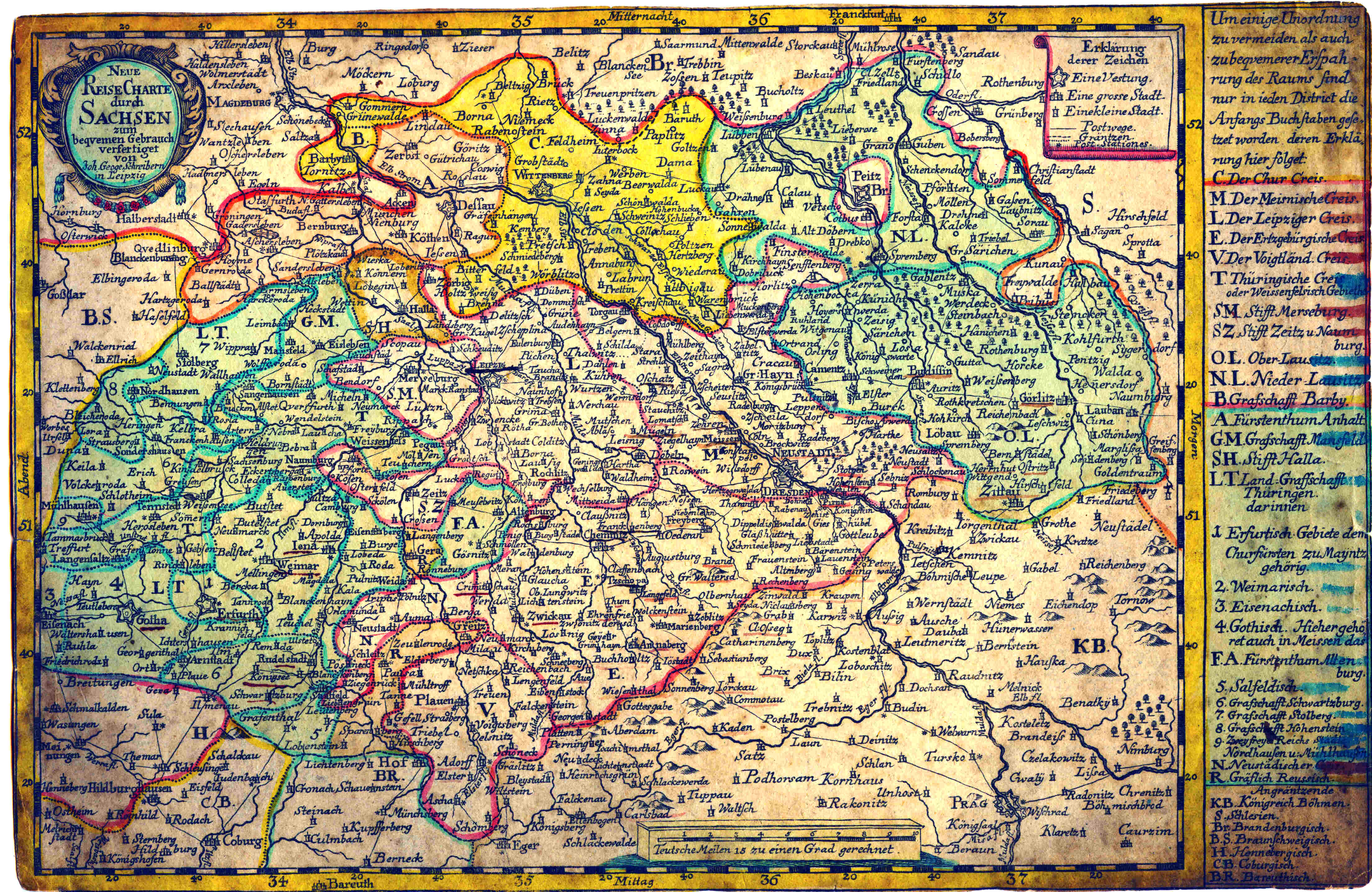
Die Kreise Kursachsens im Jahre 1752

Der Vogtländische Kreis war eine Verwaltungseinheit des 1806 in ein Königreich umgewandelten Kurfürstentums Sachsen.

## Geographische Ausdehnung
Das Gebiet des Vogtländischen Kreises umfasste fast den gesamten heutigen sächsischen Vogtlandkreis mit Ausnahme einiger Orte um die Stadt Neumark. Zum Kreis gehörten dazu noch Exklaven der Orte Gefell, Blintendorf, Sparnberg und Blankenberg im heutigen thüringischen Saale-Orla-Kreis. Der Kreis reichte bis zum Elstergebirge und den westlichen Ausläufern des Erzgebirges bei Schöneck. Das Amt ragte wie ein Keil nach Süden in das Gebiet des Königreichs Böhmen.
Durch den Kreis flossen die Oberläufe der Flüsse Weiße Elster, Göltzsch, Zwickauer Mulde und Zwota. Zwei Exklaven lagen an der Saale an der Grenze zum Fürstentum Bayreuth.

## Angrenzende Gebiete
| Fürstentum Reuß jüngerer Linie      | Fürstentum Reuß älterer Linie               |                                          |
| Fürstentum Bayreuth                 | Kompassrose, die auf Nachbargemeinden zeigt | Erzgebirgischer Kreis                    |
| Königreich Böhmen (Ascher Ländchen) |                                             | Königreich Böhmen (Schönbacher Ländchen) |

## Geschichte
Der Vogtländische Kreis war Teil der dreistufigen Verwaltungsgliederung im Gebiet des späteren Sachsens. Basis dieser Gliederung und untere Einrichtung der landesherrlichen Verwaltung waren die Ämter, die im 14. und 15. Jahrhundert aus den markgräflichen Vogteien hervorgingen.
Mit dem Erlass der Kanzleiordnung von Kurfürst Moritz entstand 1547 eine Zentralbehörde im Sinne einer Landesregierung. Die Durchorganisation der Verwaltung bis auf die lokale Ebene (Ämterorganisation) führte zur Zuordnung der Ämter zu Amtshauptmannschaften. Diese wurden wiederum zu Kreisen (Kurkreis, Leipziger Kreis, Meißnischer Kreis, Vogtländischer Kreis, Thüringer Kreis, Neustädter Kreis) zusammengefasst, um die im 16. Jahrhundert besonders von den ernestinischen Wettinern hinzugewonnenen Gebiete zu integrieren.
Das Gebiet des Vogtländischen Kreises wurde 1577 gebildet, nachdem der sächsische Kurfürst im Jahr 1569 die Ämter Pausa, Plauen und Voigtsberg von den hoch verschuldeten Vögten von Plauen zurückerwarb. Von 1657 bis 1718 gehörte der Vogtländische Kreis mit seinen drei Ämtern zum albertinischen Sekundogeniturfürstentum Sachsen-Zeitz.
Nachdem beim Wiener Kongress 1815 die sächsischen Grenzen neu festgesetzt worden waren, bildete der Vogtländische Kreis ab 1816 zusammen mit dem Leipziger Kreis, dem Meißnischen Kreis, dem Erzgebirgischen Kreis und der Markgrafschaft Oberlausitz die territoriale Gliederung Sachsens. Die Exklaven des Amts Plauen, d. h. die Stadt Gefell und die Orte Blintendorf, Sparnberg und Blankenberg wurden von 1815 bis 1944 Exklaven des preußischen Landkreises Ziegenrück, der innerhalb der Provinz Sachsen selbst eine Exklave war.
1835 erfolgte die verwaltungsmäßige Ablösung durch die Kreisdirektionen (ab 1873 Kreishauptmannschaften) Bautzen, Dresden, Leipzig und Zwickau. Zu diesem Zeitpunkt umfasste der Vogtländische Kreis eine Fläche von ca. 1400 km² und zählte 101.285 Einwohner (1830).

## Umfang
Der Kreis umfasste am Ende des 18. Jahrhunderts unter anderem 14 Städte. Er grenzte an den Erzgebirgischen Kreis, an Böhmen, die reußischen Herrschaften und an das Fürstentum Bayreuth. 1830 lebten auf dem Gebiet des Vogtländischen Kreises 101.285 Einwohner in 3 Ämtern. Das Gebiet ist nahezu identisch mit dem heutigen Vogtlandkreis.

### Ämter
Der Vogtländische Kreis verblieb von 1656/57 bis 1718 beim Herzogtum Sachsen-Zeitz.
| Amt            | Amtssitz                            | Anmerkungen                                      |
| -------------- | ----------------------------------- | ------------------------------------------------ |
| Amt Plauen     | Plauen                              | umfasste den Norden des Vogtländischen Kreises   |
| Amt Pausa      | Pausa/Vogtl.                        | nach 1764 meist mit Amt Plauen gemeinsam erwähnt |
| Amt Voigtsberg | Burg Voigtsberg bei Oelsnitz/Vogtl. | umfasste den Süden des Vogtländischen Kreises    |